# Abdullah Senussi
Abdullah Senussi (Cartum, 5 de dezembro de 1949) foi o cunhado do coronel Muamar Gadafi, o ex-líder líbio. Ele era casado com a irmã de Gadafi.

## Biografia
De acordo com The Guardian, ele possuía uma reputação de brutalidade desde 1970. Durante a década de 1980, foi chefe de segurança interna na Líbia, numa altura em que muitos opositores de Gadafi foram mortos. Mais tarde, foi o chefe da inteligência militar, mas não está claro se ele realmente possuía uma patente oficial. Em 1999, foi condenado à revelia na França por seu papel em um atentado a bomba em 1989 a um avião de passageiros que sobrevoava sobre o Níger, que resultou na morte de 170 pessoas. Os líbios acreditam que foi o responsável por massacrar 1 200 prisioneiros na prisão de Abu Salim em 1996. Também supõe-se por estar trás de um suposto plano para assassinar em 2003 o príncipe herdeiro Abdulá da Arábia Saudita.
Os telegramas da embaixada dos EUA na Líbia descrevem-o como sendo um confidente de Gadafi, que faz com que "muitos de seus arranjos médicos". Durante a Guerra Civil na Líbia em 2011, foi acusado de orquestrar os assassinatos na cidade de Bengazi e de recrutar mercenários estrangeiros. Acredita-se que possuísse interesses econômicos na Líbia.
Em 16 de maio de 2011, o promotor do Tribunal Penal Internacional anunciou que está buscando um mandado de prisão para Abdullah Senussi sob a acusação de crimes contra a humanidade.
Em 30 de Agosto de 2011, houve relatos de que o filho de Senussi, Mohammad, e o filho do Coronel Gadafi, Khamis, foram mortos durante confrontos com os rebeldes em Taruna. Em outubro, a TV Arrai, uma rede pró-Gadafi na Síria confirmou que Mohammad Senussi e Khamis Gadafi haviam sido mortos em 29 de agosto. Enquanto alguns acreditam que Senussi foi morto em Sirte em 20 de outubro, o Ministro das Relações Exteriores do Níger, Mohammad Bazoum, disse à Reuters que ele fugiu para o Níger.